# Selenča
Selenča (ćir.: Селенча, mađ.: Bácsújfalu) je naselje u općini Bač u Južnobačkom okrugu u Vojvodini. Selenča je slovačko naselje, Slovaci čine 91,18% od ukupnoga broja stanovnika.

## Stanovništvo
Prema popisu stanovništva iz 2002. godine u Selenči živi 3.279 stanovnika,  od toga 2.601 punoljetni stanovnik, a prosječna starost stanovništva iznosi 40,6 godina (38,4 kod muškaraca i 42,6 kod žena). U naselju ima 1.223 domaćinstva a prosječan broj članova po domaćinstvu je 2,68.
Prema popisu stanovništva iz 1991. godine u naselju je živjelo 3.705 stanovnika.
| Etnički sastav 2002. |            |        |
| Narod                | Stanovnika | %      |
| Slovaci              | 2.990      | 91,18% |
| Romi                 | 175        | 5,33%  |
| Srbi                 | 45         | 1,37%  |
| Mađari               | 12         | 0,36%  |
| Jugoslaveni          | 8          | 0,24%  |
| Hrvati               | 6          | 0,18%  |
| Albanci              | 5          | 0,15%  |
| Crnogorci            | 4          | 0,12%  |
| Ukrajinci            | 1          | 0,03%  |
| Bunjevci             | 1          | 0,03%  |
| Muslimani            | 1          | 0,03%  |
| Rusini               | 1          | 0,03%  |
| nepoznato            | 5          | 0,15%  |

| broj stanovnika | 3800  | 3999  | 4155  | 4057  | 4008  | 3705  | 3279  |
|                 | 1948. | 1953. | 1961. | 1971. | 1981. | 1991. | 2001. |

## Galerija
- Evangelička crkva
- Katolička crkva

## Vanjske poveznice
- Karte, udaljenosti vremenska prognoza  Arhivirana inačica izvorne stranice od 18. siječnja 2009. (Wayback Machine)
- Satelitska snimka naselja  Arhivirana inačica izvorne stranice od 7. ožujka 2021. (Wayback Machine)